# Fairmount (Dakota del Norte)
Fairmount es una ciudad ubicada en el condado de Richland en el estado estadounidense de Dakota del Norte. En el censo de 2010 tenía una población de 367 habitantes y una densidad poblacional de 441,43 personas por km².

## Geografía
Fairmount se encuentra ubicada en las coordenadas 46°3′17″N 96°36′10″O / 46.05472, -96.60278. Según la Oficina del Censo de los Estados Unidos, Fairmount tiene una superficie total de 0.83 km², de la cual 0.83 km² corresponden a tierra firme y (0%) 0 km² es agua.

## Demografía
Según el censo de 2010, había 367 personas residiendo en Fairmount. La densidad de población era de 441,43 hab./km². De los 367 habitantes, Fairmount estaba compuesto por el 94.01% blancos, el 0.27% eran afroamericanos, el 1.63% eran amerindios, el 0.27% eran asiáticos, el 0% eran isleños del Pacífico, el 1.36% eran de otras razas y el 2.45% pertenecían a dos o más razas. Del total de la población el 2.72% eran hispanos o latinos de cualquier raza.

## Localidades adyacentes
El diagrama siguiente presenta las localidades en un  radio de 20 km alrededor de Fairmount. 